# Clarence William Nelson
Clarence William Bill Nelson (Miami, Florida, 1942. szeptember 29.–) amerikai politikus, űrhajós, a NASA 14. igazgatója 2021. óta.

## Életpálya
1965-ben a Yale Egyetemen politológiából vizsgázott. 1965-1971 között a Haditengerészet hivatásos tagja, kapitány. 1968-ban az University of Virginia keretében jogi diplomát szerzett. 1972-ben lett politikus. Második politikusként szolgált a világűrben. 1978-tól Florida állam demokrata kongresszusi képviselője. 2000 novemberében megválasztották szenátornak. Több Bizottsági tagság mellett a kongresszusi NASA szakértője.
1984. november 9-től a Lyndon B. Johnson Űrközpontban részesült űrhajóskiképzésben. Egy űrszolgálata alatt összesen 6 napot, 2 órát, 3 percet és 51 másodpercet töltött a világűrben. Űrhajós pályafutását 1986. január 18-án fejezte be.

## Űrrepülések
Az STS–61–C küldetésben, a Columbia űrrepülőgép 7. repülésének hasznosteher-felelőse volt. Egy műholdat állítottak pályairányba. 4 069 481 kilométert (2 528 658 mérföldet) repült, 98 alkalommal kerülte meg a Földet.